# Sphenanthias sibogae
Sphenanthias sibogae es una especie de peces de la familia Cepolidae en el orden de los Perciformes.

## Distribución geográfica
Se encuentra en el Mar de Timor.